# Микросекунда
Микросекунда — единица времени в Международной системе единиц (СИ), равная одной миллионной (0,000001, или 10–6, или 1⁄1 000 000) секунды. Её символ — µs, иногда упрощаемый для us, когда Unicode недоступен.
Микросекунда равна 1000 наносекундам или 1⁄1000 миллисекунды. Поскольку следующий префикс SI в 1000 раз больше, измерения 10−5 и 10−4 секунд обычно выражаются в десятках или сотнях микросекунд.